# Sergio Mihanovich
Sergio Mihanovich (Buenos Aires, 8 de mayo de 1937 - Buenos Aires, 7 de mayo de 2012) fue un pianista, cantante y compositor argentino de jazz.
Es el único compositor argentino, y uno de los pocos nacidos fuera de los Estados Unidos, con una canción en el Real Book, la biblia apócrifa de los estándares de jazz.
Era un pianista con un fantástico manejo de la armonía, un cantante con un fraseo delicado y exacto, y un letrista de gusto exquisito.
Era tío de la cantante Sandra Mihánovich (1957-).

## Biografía
Su abuelo paterno era croata y su abuela paterna serbia («el primer milagro», como decía el mismo Mihánovich).
Pertenecía a una familia de la clase alta porteña. En la casa natal, en la calle Montevideo (Buenos Aires), había dos pianos: en el primer piso un Steinway de cola donde se tocaba música clásica; en el sótano, un piano vertical alemán, donde ensayaba The Blackbirds, el primer grupo vocal argentino de música popular estadounidense, formado por su padre, Raúl Mihánovich, y sus tías: «Se pintaban de negro y se cambiaban de nombre, porque eran gente de la sociedad».
A él lo atraía más la música clásica, que también estaba en sus genes: su abuelo materno, Carlos Berro Madero, había sido director artístico del Teatro Colón de Buenos Aires.
Mihánovich contaba que una vez, a los seis años, se sentó a un piano y compuso una canción:

A los siete años me senté al piano y compuse un tema. Componía música clásica y deliraba por Wagner. Mis tías cantaban arias de ópera. Y de muy chico me llevaron al Colón a ver El ocaso de los dioses, de Wagner, que dura cinco horas. Yo estaba fascinado y cuando terminó, dije: «¿Cómo, ya está?».
Sergio Mihánovich

Nunca aprendió a leer o escribir la notación europea tradicional:

Siempre toqué de oído; después tuve profesores. Pero no leía nada. Cuando tenía que tocar un preludio de Bach, por ejemplo, le decía a mi profesor que me lo tocara y después yo lo repetía de oído.
Sergio Mihánovich

En 1949 tuvo un viaje iniciático a Estados Unidos:

A los 12 años, mi papá nos llevó a mis hermanos y a mí a Nueva York por dos meses. Alquiló una suite, con piano, en un hotel. Me daba un dólar por día y yo me iba a la casa de discos de la esquina, me metía en una de las cabinas y escuchaba todo. Allí compuse mi primera canción en inglés, «Silly of me», y empezó mi carrera con el jazz.
Sergio Mihánovich

Esa canción precoz fue compuesta al estilo del pianista estadounidense Cole Porter (1891-1964).
Otra de sus primeras canciones ―que nunca dejó de cantar― se llamaba «I’m sure that I know», que había creado a los 13 años, en homenaje a la actriz estadounidense Doris Day (1922-2019).
Los primeros pasos de Mihánovich fueron mientras estaba terminando de hacer el servicio militar.

Habíamos decidido formar un trío con los hermanos López Ruiz, Oscar en guitarra y Jorge en contrabajo, y presentarnos en boliches. ¡Y tuvimos suerte! Justo la noche en que debutamos en Jamaica, que estaba cerca del Hotel Plaza, se llenó de estadounidenses. Y yo ―gracias a mi padre, que tenía un cuarteto vocal con las hermanas de mamá, que se llamaba Los Blackbirds― conocía todo un repertorio de canciones viejas. Así que todo lo que nos pedían, nosotros lo tocábamos. Nos habían contratado para una noche y nos quedamos dos años. El lugar se convirtió en un centro del jazz, se juntaban allí todos los músicos, nos escuchábamos y aprendíamos unos de otros. Y a pesar de que los estilos eran distintos, no había rivalidades. Barbieri no tocaba como yo ni como López Ruiz, pero podíamos tocar juntos sin ningún problema. Eso no volvió a repetirse. Había lugares más lindos, pero Jamaica tenía una magia especial.
Sergio Mihánovich

Grabó su primer disco con su trío ―Jorge López Ruiz (contrabajo) y Pichi Mazzei (batería)― más el Gato Barbieri (1932-) en saxo, y Jim Hall (1930-) en guitarra eléctrica.

[Jim Hall] había llegado con el grupo de Ella Fitzgerald y se quedó unos días más para grabar conmigo. Hoy ese disco no existe. A mí me quedaba una sola copia, se lo di a mi sobrina Sandra para que lo copiara y me lo perdió.
Sergio Mihánovich

Uno de mis primeros trabajos fue como pianista con el conjunto Green Birds [‘pájaros verdes’]. Usábamos un smoking verde loro, horrible, y hacíamos el número vivo en el Opera, después en Canal 7 y Radio El Mundo. Todos tenían su partitura y yo, unos machetes. Temblaba en el debut, y encima en primera fila estaba Niní Marshall, que era mi madrina. Y yo, muerto de miedo.
Sergio Mihánovich

Otro lugar testigo de sus comienzos fue el Jamaica, de San Martín y Paraguay, donde se formó el dúo Salgán-De Lío. Todos los músicos extranjeros que venían en los años sesenta pasaban por ahí:
la orquesta de Count Basie,
Ella Fitzgerald,
Harry James,
Marlene Dietrich,
Burt Bacharach.
A principios de los años sesenta, Mihánovich y los hermanos López Ruiz presentaron al en ese momento desconocido cantautor Horacio Molina ante Víctor Buchino, el director de la empresa RCA Víctor. Inmediatamente Molina empezó a grabar, obteniendo un gran éxito.
En esa época grabó el prometedor disco B. A. Jazz y había compartido escenario con Astor Piazzolla (1921-1992) en el boliche 676. Parecía llamado a ocupar un lugar relevante en la escena porteña.
Su obra maestra en materia de música para cine, fue la banda de sonido de Los jóvenes viejos, de Rodolfo Kuhn (1934-1987), que se publicó en disco de vinilo en 1962, donde tocaba el Gato Barbieri (saxo) y que fue reeditada por Sony en 2007, en un CD que incluía también su disco Buenos Aires Jazz. Ambos discos tenían arreglos de Oscar López Ruiz.
En el bar Jamaica, Mihánovich tocó con el músico rosarino Gato Barbieri y ahí John Lewis (1920-2001) ―fundador del Modern Jazz Quartet― lo contrató para que fuera su letrista y fuera con él a trabajar a Nueva York: la experiencia duró diez años.
En Estados Unidos, a principios de 1963, compuso su famosa balada «Some time ago». Cuando la presentaban ―desconcertados por su apellido―, la atribuían a «un gran autor checo» o ―con un poco más de tino― «un gran autor yugoslavo».
Mihánovich decía ignorar cómo fue que «Some time ago» ―un vals que parece hecho a la medida de Bill Evans (1929-1980)― llegó al pianista.
Jim Hall lo contactó con el ambiente musical neoyorquino. Y otro amigo, el compositor argentino Lalo Schifrin (1932-), le presentó a Bill Evans.

Lo conocí e incluso estuve en el estudio mientras grababa el disco Conversations with myself, donde superponía varias tomas tocadas por él mismo. Todas eran extraordinarias y cuando uno pensaba que ya no podía agregarse nada a un tema, él todavía se las ingeniaba para decir algo más. Pero nunca me enteré de que él conociera mis temas. Y cuando salió el disco en el que toca «Sometime ago», él ya se había muerto o estaba por morirse, así que no pude preguntarle.
Sergio Mihánovich

Evans grabó el vals, y a Mihánovich esta le parecía la mejor entre las ochenta versiones registradas por una lista que incluye también a Herbie Hancock, Fred Hersch, June Christy, Lee Konitz, Steve Kuhn y George Shearing, además de su sobrina Sandra, que la incluyó en el disco Todo brilla (1992). «Hubo otras canciones mejores», decía, sin embargo. Su letra favorita era la que hizo para una música de Jorge Calandrelli, «When love was all we had» (‘Cuando el amor era todo lo que teníamos’). Tony Bennett la grabó en su disco Art of excellence. «Es mi mejor letra. Y creo que me salió bien porque estaba separándome de mi mujer».
Sin embargo, nunca cobró un peso por los derechos de autor de «Some time ago», lo cual es uno de los grandes misterios de Sadaic.
En Estados Unidos escribió música para jingles de juguetes, encargadas por André Du Rona, un productor mexicano que más tarde produciría los films de Leopoldo Torre Nilsson (1924-1978). En 1967, Mihánovich hizo también la música para una película casi desconocida de Torre Nilson, Los traidores de San Ángel.
Compuso cientos de canciones (el diario La Nación menciona 6000, y el diario Clarín, 500), varias de las cuales fueron interpretadas y grabadas por músicos como
Tony Bennett,
Bill Evans (1929-1980),
Art Farmer,
Ella Fitzgerald (a quien le dedicó su canción «Disappointed»),
Stan Getz,
João Gilberto,
Benny Golson (quien lo describió como «genio»),
Jim Hall,
Herbie Hancock,
Tom Jobim,
John Lewis,
Sergio Mendes,
Gerry Mulligan,
Joe Pass o
Michel Petrucciani.
Compuso un extraordinario bolero llamado «Amor y decepción» y una canción llamada «Un argentino en Brasil».
Al volver a Argentina, volvió a formar un dúo con la cantante Betty Laich, por entonces su esposa. De a poco, pasó a ser conocido solo entre los entendidos. Su personalidad contribuyó al misterio: tímido, combinaba su aura de dandy aristócrata con una gran modestia.
Tuvo dos hijos.
En 2004 realizó un ciclo de recitales en Notorious (Callao 966, Buenos Aires) con Pancho Carattino,  así como Ramiro Penovi en guitarra y varias cantantes: Ligia Piro, Guadalupe Raventos, Livia Barboza y Eleonora Eubel.
En enero de 2004 tocó bossa nova en Punta del Este (Uruguay) con el guitarrista Germán Bense y la cantante Vicky Buchino.
En 2007 grabó su último disco con sus últimas actuaciones en Notorius (Buenos Aires).

En 2009 se le diagnosticó un cáncer.
Falleció a los 74 años (un día antes de cumplir 75 años) en Buenos Aires, el 7 de mayo de 2012. En 2015 la Fundación Konex le otorgó el Premio Konex post mortem. 
Sus restos descansan en el Jardín de Paz, en Pilar (provincia de Buenos Aires).

A finales de 2022, Mihanovich y siu obra han sido objeto de un homenaje en el más reciente trabajo discográfico de la reconocida cantante de jazz Guadalupe Raventos. Este álbum representa un hito en la industria musical, al ser la primera producción en el mundo dedicada exclusivamente a las canciones de Mihanovich, cuyo legado perdura en la escena musical argentina.
Los arreglos musicales, innovadores y sofisticados, realzan la originalidad de las Música de películas
- Los jóvenes viejos (1962)
- Los inconstantes (1963)
- Los traidores de San Ángel (1967)
- Che ovni (1968)
- La malavida (1973)
- Triángulo de cuatro (1975)
- Los médicos (1978)[11]

## Discografía
- 1968: "BA Jazz By Sergio Mihanovich" - RCA
- 1976: "El amor nunca morirá" - TROVA INDUSTRIAS MUSICALES S.A.
- 2007: "En vivo en Notorious" - MDR RECORDS